# Johannes Grenzfurthner

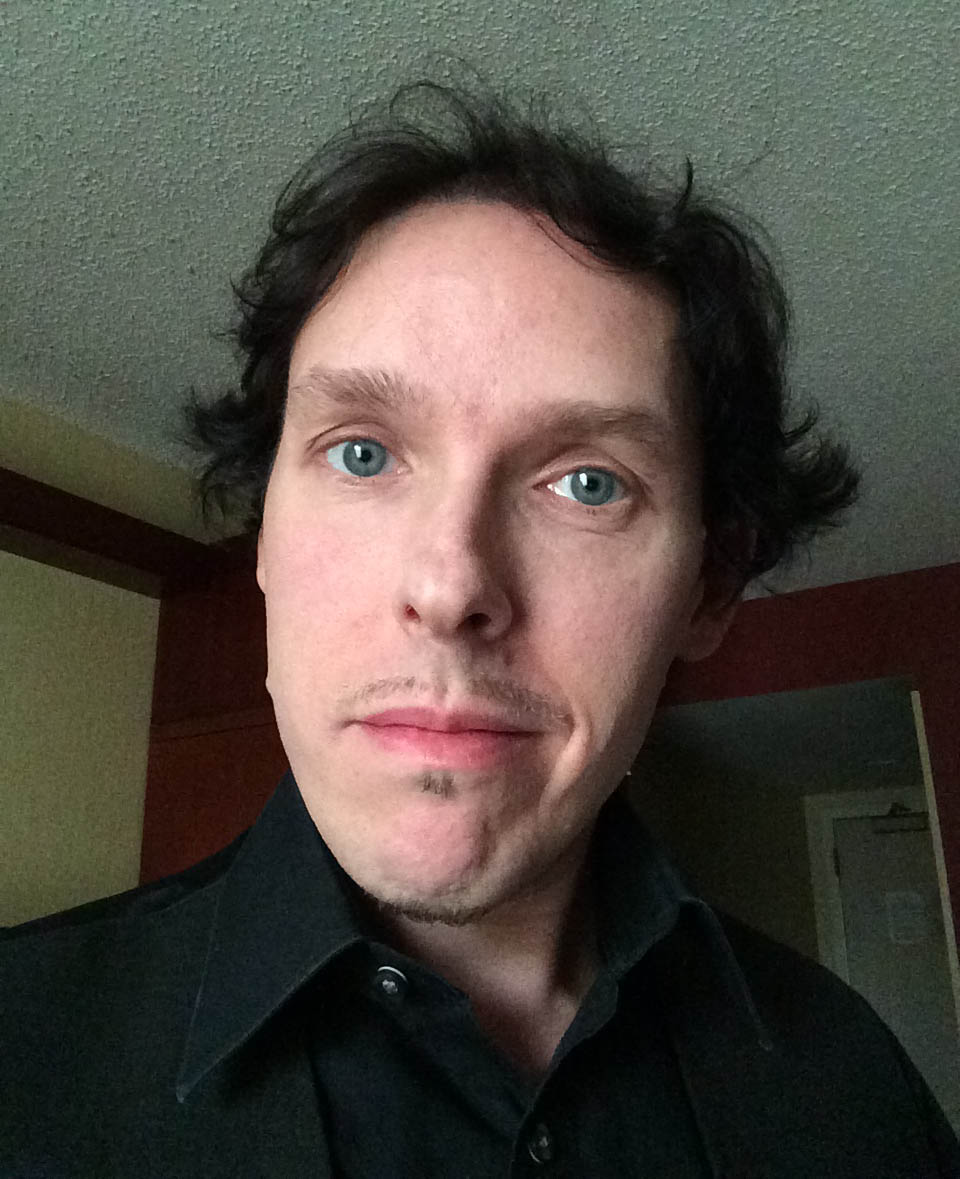
2014.

Johannes Grenzfurthner (nascido em 1975 em Viena) é um artista, cineasta, escritor, ator, curador, diretor de teatro, performer e palestrante austríaco.

## Carreira
Grenzfurthner é o fundador, criador e diretor artístico da monochrom, um grupo internacional de arte e teoria e uma produtora de filmes. A maioria de suas obras de arte são rotuladas como monocromáticas.
Grenzfurthner é um pesquisador franco da cultura subversiva e underground, por exemplo, o campo da sexualidade e da tecnologia, e um dos fundadores do "tecno-hedonismo".
A revista Boing Boing referiu-se a Grenzfurthner como leitnerd, um jogo de palavras com o termo alemão Leitkultur que ironicamente sugere o papel de Grenzfurthner na cultura nerd/hacker/arte.

## Filmografia
- Hacking at Leaves (2024) – diretor, escritor, produtor, ator
- Razzennest (2022) – diretor, escritor, produtor
- Masking Threshold (2021) – diretor, escritor, produtor, ator
- The Transformations of the Transformations of the Drs. Jenkins (2021) – diretor do segmento, ator
- Avenues (2019) – produtor
- Zweite Tür Rechts (2019) – produtor, ator
- Glossary of Broken Dreams (2018) – diretor, escritor, produtor, ator
- Clickbait (2018) – ator
- Traceroute (2016) – diretor, escritor, produtor, ator
- Shingal, where are you? (2016) – produtor associado
- Valossn (2016) – produtor associado
- Zero Crash (2016) – ator
- Die Gstettensaga: The Rise of Echsenfriedl (2014) – diretor, escritor, produtor
- Kiki and Bubu: Rated R Us (2011) – diretor, escritor

## Teatro (exemplos)
- Udo 77 (Rabenhof Theater, Vienna, 2004/2005) – diretor, ator, escritor
- Waiting for Goto (Volkstheater, Vienna, 2006) – diretor, escritor
- Campaign (Volkstheater, Vienna, 2006) – diretor, performer, escritor
- monochrom's ISS (Garage X, Vienna e Ballhaus Ost, Berlin, 2011 e 2012) – diretor, ator, escritor
- Schicksalsjahre eines Nerds (Rabenhof Theater, Vienna, 2014) – diretor, performer, escritor
- Steppenrot (komm.st, Styria e Theater Spektakel, Vienna, 2017) – diretor, ator, escritor
- Die Hansi Halleluja Show (komm.st, Styria eTheater Spektakel, Vienna, 2018–2019) – diretor, ator, escritor
- Das scharlachrote Kraftfeld (komm.st, Styria e Theater Spektakel, Vienna, 2019–2020) – diretor, ator, escritor

## Música (exemplos)
- Carefully Selected Moments (álbum, Trost Records, 2008)

## Publicações
- Editor de magazine/yearbook series "monochrom" (1993, 1994, 1995, 1996, 1997, 1998, 2000, 2004, 2006, 2007, 2010)
- Editor de "Stadt der Klage" (Michael Marrak, 1997)
- Editor de "Weg der Engel" (Michael Marrak e Agus Chuadar, 1998)
- Editor de "Who shot Immanence?" (junto com Thomas Edlinger e Fritz Ostermayer, 2002)
- Editor de "Leutezeichnungen" (junto com Elffriede, 2003)
- Editor de "Quo Vadis, Logo?!" (junto com Günther Friesinger, 2006)
- Editor de "Spektakel – Kunst – Gesellschaft" (junto com Stephan Grigat e Günther Friesinger, 2006)
- Editor de "pr0nnotivation? Arse Elektronika Anthology" (junto com Günther Friesinger e Daniel Fabry, 2008)
- Editor de "Roboexotica" (junto com Günther Friesinger, Magnus Wurzer, Franz Ablinger e Chris Veigl, 2008)
- Editor de "Do Androids Sleep with Electric Sheep?" (junto com Günther Friesinger, Daniel Fabry e Thomas Ballhausen, 2009)
- Editor de "Schutzverletzungen/Legitimation of Mediatic Violence" (junto com Günther Friesinger e Thomas Ballhausen, 2010)
- Editor de "Urban Hacking" (junto com Günther Friesinger e Thomas Ballhausen, 2010)
- Editor de "Geist in der Maschine. Medien, Prozesse und Räume der Kybernetik" (junto com Günther Friesinger, Thomas Ballhausen, Verena Bauer, 2010)
- Editor de "The Wonderful World of Absence" (junto com Günther Friesinger e Daniel Fabry, 2011)
- Editor de "Of Intercourse and Intracourse – Sexuality, Biomodification and the Techno-Social Sphere" (junto com Günther Friesinger e Daniel Fabry, 2011)
- Editor de "Context Hacking: How to Mess with Art, Media, Law and the Market" (junto com Günther Friesinger e Frank Apunkt Schneider, 2013)
- Editor de "Screw The System – Explorations of Spaces, Games and Politics through Sexuality and Technology" (junto com Günther Friesinger e Daniel Fabry, 2013)
- Editor de Subvert Subversion. Politischer Widerstand als kulturelle Praxis (junto com Günther Friesinger, 2020)